# Колеяж
«Колеяж» (пол. Klub Sportowy Kolejarz Stróże) — польский футбольный клуб из деревни Струже.

## История
Клуб основан в 1949 году. До 2009 года выступал в низших дивизионах. В 2009 году пробился во вторую лигу и уже через два сезона вышел в первую. После сезона 2013/2014, который Колеяж закончил на 11 месте, клуб был лишён лицензии первой лиги и был понижен во вторую лигу. После этого он объединился с клубом MKS Limanovia и был вынужден продолжить выступление в чемпионате с седьмого дивизиона.

## Достижения
- Выход в Первую лигу: 2009/10

## Выступления
| Сезон   | Лига                                        | Место | Очки | Голы  | Примечания                        |
| ------- | ------------------------------------------- | ----- | ---- | ----- | --------------------------------- |
| 1998/99 | Окружная (группа «Новы-Сонч»)               | 12    | 36   | 36:40 |                                   |
| 1999/00 | Окружная (группа «Новы-Сонч»)               | 14    | 34   | 32:45 |                                   |
| 2000/01 | Окружная (группа «Новы-Сонч»)               | 11    | 36   | 47:60 |                                   |
| 2001/02 | Окружная (группа «Новы-Сонч»)               | 3     | 52   | 47:33 |                                   |
| 2002/03 | Окружная (группа «Новы-Сонч»)               | 1     | 66   | 67:26 | повышение                         |
| 2003/04 | Четвёртая (группа Малопольского воеводства) | 2     | 79   | 73:20 |                                   |
| 2004/05 | Четвёртая (группа Малопольского воеводства) | 1     | 74   | 65:16 | повышение через победу в плей-офф |
| 2005/06 | Третья (группа 4)                           | 10    | 34   | 34:46 |                                   |
| 2006/07 | Третья (группа 4)                           | 2     | 54   | 43:24 | поражение в плей-офф за повышение |
| 2007/08 | Третья (группа 4)                           | 3     | 56   | 44:31 |                                   |
| 2008/09 | Вторая (восточная группа)                   | 7     | 55   | 52:37 |                                   |
| 2009/10 | Вторая (восточная группа)                   | 2     | 61   | 53:35 | повышение                         |
| 2010/11 | Первая                                      |       |      |       |                                   |

| Цветами обозначены    |
| --------------------- |
| Второй уровень лиг    |
| Третий уровень лиг    |
| Четвёртый уровень лиг |
| Пятый уровень лиг     |